# Amatsumara
Amatsumara ou Ama-Tsu-Mara (天津麻羅) est le kami du travail du métal, des ferronniers et forgerons. Il est également le saint patron des forgerons.
Il agit comme forgeron pour les dieux à Takamagahara. Dans de nombreuses versions, il a fabriqué un miroir à l'aide d'Ishikori-dome, qui a été utilisé pour attirer Amaterasu hors de sa cachette dans la grotte rocheuse du ciel.

## Étymologie
Le nom Amatsumara signifie ma-ura (« divination des yeux »), ce qui, selon certains, signifie « borgne », en référence au danger entourant le travail des forgerons.